# Mike Pniewski
Michael Pniewski (nacido el 20 de abril de 1961) es un actor y orador público estadounidense.

## Vida y carrera
Pniewski nació en Los Ángeles, California. Su educación comenzó en la Universidad de California en Los Ángeles, donde se graduó en 1983 con una Licenciatura en Teatro y también ganó el Premio de Actuación Natalie Wood.
Su papel más notable ha sido el del jefe de detectives Kenny Moran en la exitosa serie de televisión Law & Order: Criminal Intent. También se le ha visto en la serie Recount de HBO, ganadora del Premio Emmy. Pniewski apareció como el legendario entrenador de fútbol Bobby Bowden en la película We Are Marshall y coprotagonizó la producción de CBS / Hallmark Hall of Fame Front of the Class. En 2019, apareció en la película de Clint Eastwood Richard Jewell.
Sus créditos adicionales incluyen Big Love, Thief, The Riches, Miami Vice, El último regalo, Los Soprano, Madam Secretary, Blue Bloods, CSI: Nueva York, Conviction, Warm Springs, Buried Alive II, Spaceballs, One Tree Hill, CSI: Miami, ER, Runaway Jury, De la Tierra a la Luna, Ray, Remember the Titans, NCIS: New Orleans y Two Soldiers, ganador del Premio Óscar en 2003 al Mejor Cortometraje de Acción Real.
Pniewski también se destaca por sus comerciales y su trabajo de locución. Sus créditos incluyen Xerox, Ford, Buffalo's, Walmart, TNT, BellSouth, Sprite, CNN, McDonald's, UPS, Hills Brothers, Georgia Power, Publix, Wachovia, Sudafed, Zoo Atlanta, Chevrolet, Atlanta Thrashers, Miller Lite, SunTrust Bank, GTE y Blockbuster Video.
Desde enero de 2002 hasta septiembre de 2004, se desempeñó como representante de Georgia en la Junta Nacional del Sindicato de Actores de Cine (SAG). Actualmente es el primer vicepresidente local de SAG-AFTRA en Atlanta.

## Filmografía seleccionada
- Beverly Hills Cop (1984) - Empleado de depósito aduanero #1
- Modern Girls (1986) - Fire Marshal
- Burglar (1987) - Hombre en uniforme gris #1
- Spaceballs (1987) - Artillero láser Philip Asshole
- Remote Control (1988) - Artie
- Downtown (1990) - Hombre con arma
- House Party (1990) - Policía #2
- The Willies (1990) - Mr. Belcher
- ¡Qué asco de vida! (1991) - Enfermero
- A Time to Kill (1996) - Diputado Tatum
- The People vs. Larry Flynt (1996) - Camionero
- The Gingerbread Man (1998) - Sheriff del condado de Chatham
- Forces of Nature (1999) - Conductor
- Takedown (2000) - Businessman
- Remember the Titans (2000) - Cop
- Unshackled (2000) - Guard Dobbs
- Walker Texas Ranger (2000) - Moss Tucker
- Out of Time (2003) - Agente White
- Runaway Jury (2003) - Strode
- The Clearing (2004) - Detective Kyle Woodward
- Bobby Jones: Stroke of Genius (2004) - Mr. Mullen
- Ray (2004) - Conductor de autobús
- Diary of a Mad Black Woman (2005) - Foreman
- Law and Order License to Kill (2005, serie de televisión) - Randall Stoller
- The Work and the Glory II: American Zion (2005) - Wilson Everett
- False River (2005) - Dick
- Miami Vice (2006) - Doctor de urgencias
- Heavens Fall (2006) - Diputado (sin acreditar)
- El último regalo (2006) - Operative
- We Are Marshall (2006) - Bobby Bowden
- Blood Done Sign My Name (2010) - William Burgwyn
- Lottery Ticket (2010) - Carl
- The Ledge (2011) - Lt. Markowitz
- Seeking Justice (2011) - Gibbs
- Dolphin Tale (2011) - Consultor protésico
- Company M: A Mob of Soldiers (2012) - General Steiner
- Safe Haven (2013) - Teniente robinson
- Devil's Knot (2013) - Propietario (sin acreditar)
- Halt and Catch Fire (2014 - 2015, serie de televisión) - Barry Shields
- Madam Secretary (2014 - 2019) - Gordon Becker
- Million Dollar Arm (2014) - Walter (Pittsburgh Scout)
- The Good Lie (2014) - Nick
- The Founder (2016) - Harvey Peltz
- Vengeance: A Love Story (2017) - Judge Schpiro
- The Case for Christ (2017) - Kenny London
- American Made (2017) - Willie (State Police)
- The Good Fight (2018, serie de televisión) - Frank Landau
- Richard Jewell (2019) - Brandon Walker
- Ozark (2022, serie de televisión) - Ricky DiCicco
- Reptiles (2023) - Chief Marty Graeber